# 2017 AG13
2017 AG13 é um asteroide, medindo entre 15 e 34 metros de comprimento, que passou próximo à Terra no dia 9 de janeiro de 2017. Viajando a 16 km/s, ele passou a cerca de 190 mil quilômetros do planeta, aproximadamente a metade da distância entre a Terra e a Lua. Segundo informações do Catalina Sky Survey, transmitidas pelo jornal britânico Express, ele chegou a uma distância inferior entre o nosso planeta e a Lua (384.400 km), às 12h47min (GMT).
O asteroide foi descoberto por astrônomos da Universidade do Arizona apenas dois dias antes da aproximação máxima com a Terra. Observações iniciais indicam que o asteroide tem órbita em torno do Sol de 347 dias terrestres, e se aproxima a até 0,55 unidades astronômicas da estrela no centro do nosso sistema.